# Rhodesiella pellucida
Rhodesiella pellucida är en tvåvingeart som först beskrevs av Becker 1911.  Rhodesiella pellucida ingår i släktet Rhodesiella och familjen fritflugor. Inga underarter finns listade i Catalogue of Life.